# Kasbah van Msoun
De Kasbah van Msoun (Arabisch: قصبة مسون, Amazigh: ⵎⵙⵓⵏ) is een historische vesting gelegen in het noordoosten van Marokko, in de provincie Guercif. De kasbah werd opgericht in 1684 tijdens het bewind van sultan Moulay Ismail en diende als militair bolwerk en administratief centrum in de regio.

## Ligging
De kasbah bevindt zich nabij het dorp Taddart, tussen de steden Taza en Guercif, aan de oevers van de Oued Msoun. Het gebied maakt deel uit van de regio Oriental en ligt op een hoogte van ongeveer 536 meter boven zeeniveau. De geografische coördinaten zijn 34°16′23″N 3°43′50″W.

## Geschiedenis
De Kasbah van Msoun werd gebouwd in opdracht van sultan Moulay Ismail, een heerser uit de Alaoui-dynastie die bekendstond om zijn versterkingswerken en het consolideren van de centrale macht in Marokko. De kasbah fungeerde als een strategisch militair fort en als administratief centrum voor de omliggende gebieden. Tegenwoordig is de kasbah verlaten, maar de ruïnes getuigen nog steeds van haar historische belang.

## Architectuur
Hoewel de kasbah momenteel in vervallen staat verkeert, zijn er nog steeds overblijfselen zichtbaar van de oorspronkelijke lemen muren en torens. De bouwstijl is kenmerkend voor de traditionele Marokkaanse kasbahs, met dikke muren en beperkte openingen, ontworpen voor defensieve doeleinden.

## Cultureel belang
De Kasbah van Msoun is een belangrijk voorbeeld van het architecturale en historische erfgoed van Marokko. Ze staat vermeld op lijsten van Marokkaanse fortificaties en wordt erkend als een cultureel erfgoedsite binnen de provincie Guercif.